# Lars Roberg

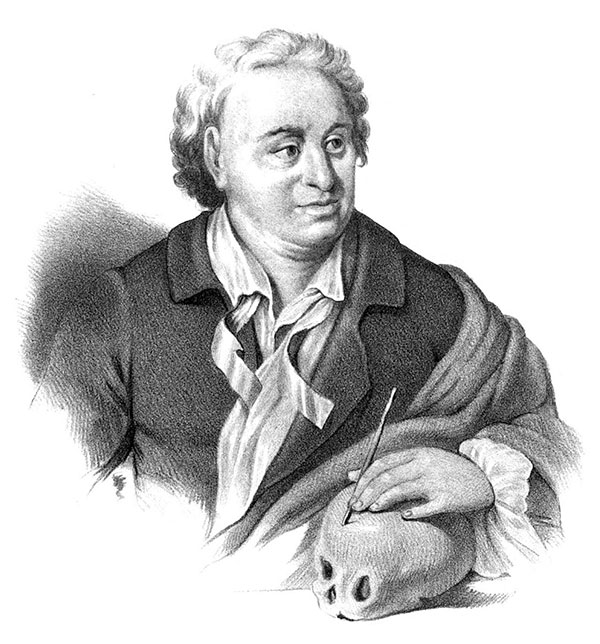
Lars Roberg

Lars Roberg (* 4. Januar 1664 in Stockholm; † 21. Mai 1742 in Uppsala) war ein schwedischer Mediziner.

## Leben und Wirken
Roberg war ein Sohn des königlichen Apothekers Daniel Roberg und dessen Frau Ingrid Meinich.
Am 24. September 1675 immatrikulierte Roberg sich an der Universität Uppsala. Eine Reise führte ihn nach Deutschland, Holland, Frankreich und England. Dabei immatrikulierte er sich am 17. Mai 1681 an der Universität Wittenberg und am 18. Juli 1684 an der Universität Leiden. In Leiden wurde Roberg am 3. Juli 1693 zum Doktor der Medizin promoviert.
Am 12. Februar 1696 begann Roberg als Assessor am Collegium medicum in Uppsala zu arbeiten. Er war von 1697 bis 1740 Professor für Medizin an der Universität Uppsala. Hier amtierte er 1709, 1717, 1726 und 1733 als Rektor der Universität. Im September 1708 gründete er das Nosocomium academicum, die spätere Akademiska sjukhuset, das er bis 1740 leitete. Nils Rosén von Rosenstein wurde sein Nachfolger.
Zu seinen Schüler zählten beispielsweise Nils Rosén, Carl von Linné und Peter Artedi.

## Schriften (Auswahl)
- Disputatio inauguralis vanas positiones medicas continens. Leiden 1693 – Promotion unter Philipp Reinhard Vitriarius.
- Lijkrevnings tavlor, déd ær tydelig utreedning o'm een människje-cropp til dés förnæmre fasta deelars kjænningar, om-égor och vérkan; éfter några utländskas arbeten för detta här vid jémväl nu i svénskan anvijst : och til huusbehoov vid förelésningarna, méd vederbörandes förlåv, välmeent uthgiven. Werner, Uppsala 1718 (Digitalisat).
- Then barmhertige samariten, thet är: Wälment råd och vnderrättelse, huruledes man allahanda menniskians in- och vtwärtes siukdomar och bräckligheter med ringa, oansenliga, doch godfundna läkedomar hielpa kan, them fattigom, och särdeles på landet boendom, til nytto och gagn beskrifwit af Elias Beynon then yngre ; samt ett kort vttog af Johan Guffers lilla Hus-apothek af samma innehåll ; sidst en liten husläkedom af tobak ; item, Coleri vnderwisning om hälsones förwahring i hwar månad om åhret; ther jemte ett nödigt register. Horrn, Stockholm 1727 (Digitalisat) – als Übersetzer.